# 维尔纽斯耶稣会中学
维尔纽斯耶稣会中学是立陶宛首都维尔纽斯的一所文理中学，由天主教耶稣会管理。它是立陶宛最知名的学校之一，得到德国外交部资助。

## 历史
维尔纽斯耶稣会中学是立陶宛最古老的学校之一，成立于1570年，当时耶稣会修士教授逻辑学、数学、神学和希伯来语。1773年耶稣会遭取缔后，该校直到1921年才重新开放，有135名男生。到1938年增加到580人。1939年苏联占领后关闭。1995年复校，有336名学生和54名教师，从5年级到11年级。教授立陶宛语、德语和英语。

## 外部連結
- 官方网站（立陶宛文）

54°40′42″N 25°17′22″E / 54.67833°N 25.28944°E